# Bătălia de pe Neretva (film)
Bătălia de pe Neretva sau Bătălia de la Neretva (în sârbocroată Bitka na Neretvi / Битка на Неретви) este un film de partizani iugoslav din 1969. Filmul a fost scris de Stevan Bulajić și Veljko Bulajić și regizat de Veljko Bulajić. Se bazează pe evenimente adevărate din al doilea război mondial. Bătălia de pe Neretva a fost un plan strategic al unui atac combinat al puterilor Axei în 1943 împotriva partizanilor iugoslavi. Planul a fost cunoscut și sub numele de a patra ofensivă a dușmanului și a avut loc în zona râului Neretva, în Bosnia și Herțegovina.
Bătălia de pe Neretva este cel mai scump imagine film realizat în SFR Iugoslavia. A fost nominalizat la Premiul Oscar pentru cel mai bun film străin,  la un an după ce Serghei Bondarciuk (care a jucat rolul lui Martin în Neretva) a câștigat acest premiu cu filmul Război și pace. Coloana sonoră pentru versiunile în limba engleză a fost compusă de Bernard Herrmann. Coloana sonoră a fost lansată de Societatea de înregistrare Entr’acte în 1974. A fost relansat de Southern Cross Records pe CD.
Unul dintre afișele originale pentru versiunea în limba engleză a filmului a fost realizat de Pablo Picasso. Potrivit lui Bulajić, celebrul pictor a acceptat să-l facă fără plată, solicitând doar un lot cu cele mai bune vinuri iugoslave.

## Prezentare
Filmul are loc la începutul anului 1943 în Iugoslavia ocupată de germani. Armata germană a lansat o operațiune militară (planul Weiss al lui Hitler) împotriva partizanilor iugoslavi. Partizanii, în număr de 4.500 de persoane, dintre care mulți sunt răniți și/sau bolnavi de tifos, sunt înconjurați în defileul râului Neretva din Bosnia. Un singur pod este peste râu, iugoslavii trebuie să-l apere împotriva forțelor inamice superioare (de multe ori în raportul 1 la 10). Comandantul Iosip Broz Tito nu apare în film, dar este menționat. 
Singura salvare pentru partizani și mii de refugiați civili este să scape peste podul de pe râul Neretwa. Podul este aruncat în aer, iar germanii își trimit forțele, așteptând ca partizanii să iasă din încercuire. Cu toate acestea, partizanii construiesc repede un pod temporar și traversează în cealaltă parte a defileului, unde se angajează în luptă cu cetnicii.

## Distribuție
- Serghei Bondarciuk ca Martin
- Yul Brynner ca Vlado
- Curt Jürgens ca gen. Lohring
- Bata Živojinović ca Stole
- Sylva Koscina ca Danica
- Boris Dvornik ca Stipe
- Hardy Krüger - col. Kranzer
- Franco Nero - cpt. Michele Riva
- Lojze Rozman ca Ivan
- Ljubiša Samardžić ca Novak
- Orson Welles ca senator cetnic
- Milena Dravić ca Nada
- Špela Rozin ca Aide
- Pavle Vuisić ca Jordan
- Fabijan Šovagović ca Mad Boško
- Anthony Dawson ca gen. Morelli
- Dušan Bulajić - comandant cetnic
- Renato Rossini - sgt. Mario
- Oleg Vidov ca Nikola
- Kole Angelovski ca Žika
- Stole Aranđelović - Šumadinac
- Demeter Bitenc - cpt. Schröder
- Ralph Persson - locotenent Horst
- Miha Baloh - comandant ustaș
- Faruk Begolli ca Stevo

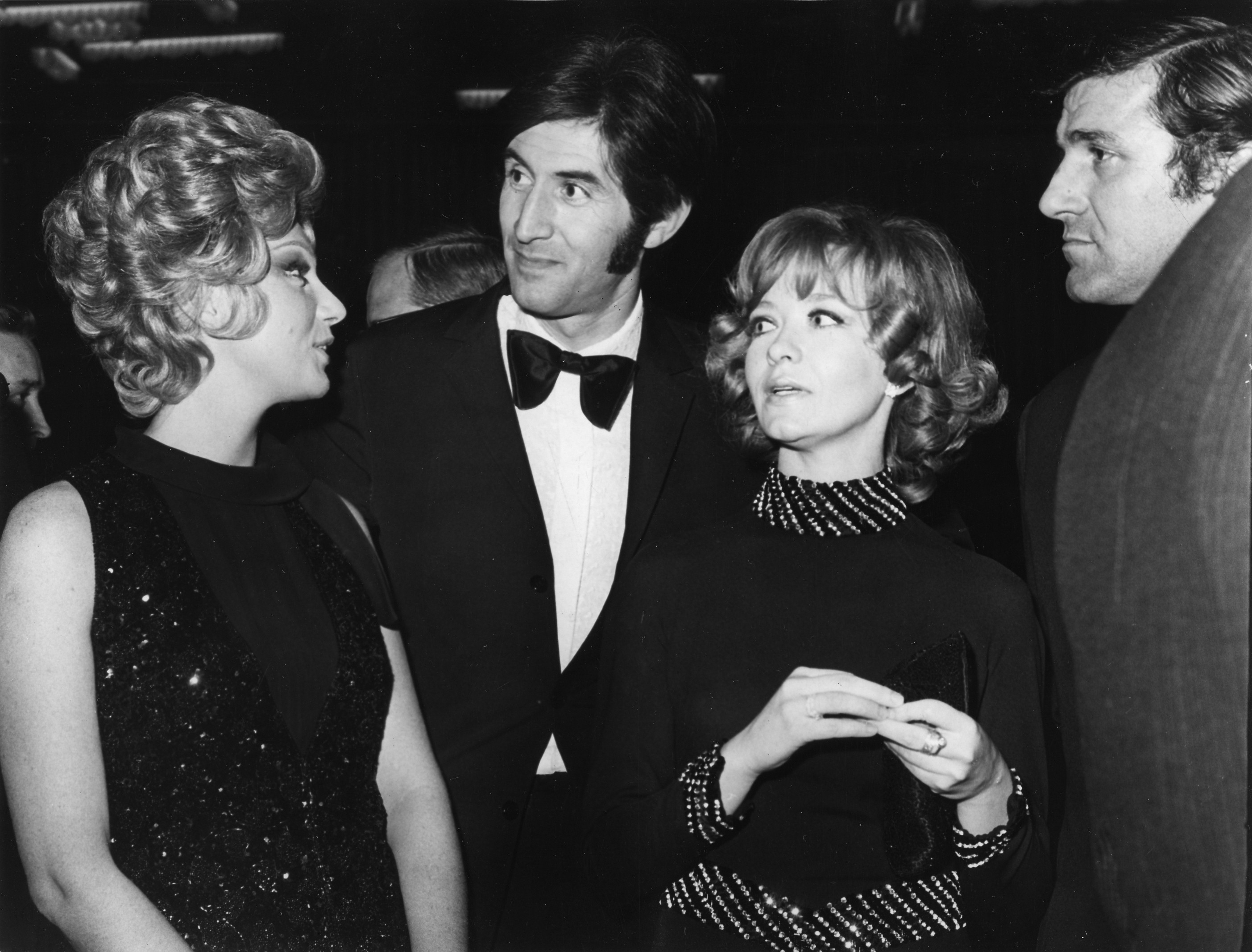
Milena Dravić, Ljubisa Samardzić, Bata Zivojinović la premiera filmului (29 noiembrie 1969). Fotografie de Stevan Kragujević

- Zaim Muzaferija - țăran înalt în coloana partizanilor

## Producție

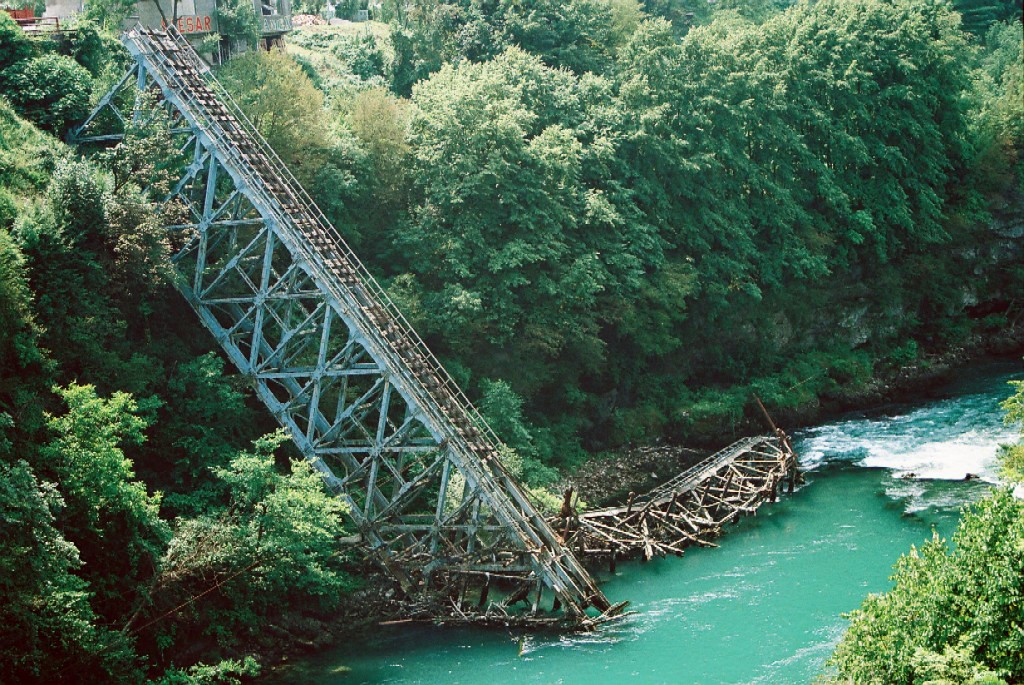
Pod pe râul Neretva, construit și distrus de două ori în timpul filmărilor.

Bătălia de pe Neretva a fost prima dintre producțiile de film foarte bine sponsorizate de stat despre al doilea război mondial. A avut un buget foarte mare pentru această perioadă și zonă, aprobat de președintele iugoslav Iosip Broz Tito. Diferite surse indică o sumă variind între 4,5 milioane și 12 milioane dolari americani. Vedete mondiale precum Serghei Bondarciuk, Yul Brynner, Franco Nero, Orson Welles și altele au jucat în acest film.
Filmat în peste 16 luni cu fonduri de la peste 58 de companii din Iugoslavia, filmul a prezentat un batalion combinat de 10.000 de soldați ai Armatei Populare Iugoslave (JNA). Patru sate și o cetate au fost construite pentru film și distruse. Câteva tancuri sovietice T-34 ale Armatei Populare Iugoslave, modificate pentru a arăta ca panzerele germani, au avut aceeași soartă.
Un pod feroviar peste Neretva din Jablanica a fost distrus. Justificarea regizorului Bulajić pentru demolarea podului, în loc de crearea unor imagini în studio, a fost că acesta va deveni o atracție turistică. Podul a fost astfel aruncat în aer, dar, din cauza faptului că niciunul dintre materialele video filmate nu au putut fi folosite din cauza fumului des care a făcut imposibil să se vadă ceva, s-a decis ca podul să fie reparat și distrus din nou. Problema cu fumul excesiv a apărut din nou, iar scenele cu podul care este aruncat în aer au fost filmate în cele din urmă folosind o replică de dimensiunea mesei într-o scenă acustică din Praga. Publicul iugoslav a fost informat deseori cu privire la evoluția filmărilor prin intermediul unor relatări din presa scrisă a țării. 

## Recepție

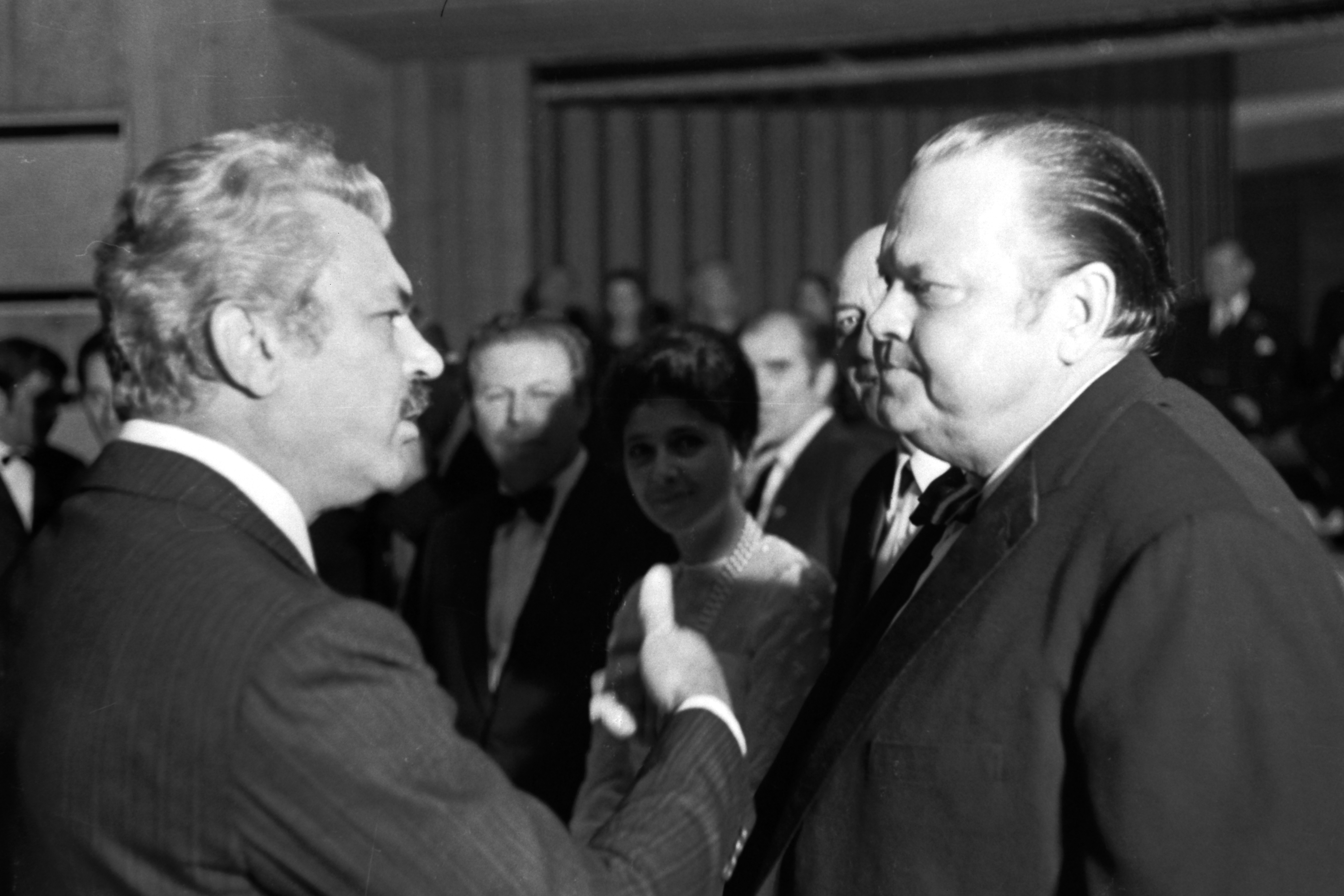
Serghei Bondarciuk și Orson Welles la premiera de la Saraievo la 29 noiembrie 1969.

În 1999, un sondaj al fanilor filmului croat a considerat că este unul dintre cele mai bune filme iugoslave.  Oamenii din întreaga fostă Iugoslavie încă se bucură de acest film și este lăudat pentru bugetul său mare și forța sa emoțională.